# Bohdanivka, Nijîn
Bohdanivka (în ucraineană Богданівка) este un sat în comuna Peremoha din raionul Nijîn, regiunea Cernihiv, Ucraina.

## Demografie
Componența lingvistică a localității Bohdanivka
     Ucraineană (99,63%)
     Alte limbi (0,18%)
Conform recensământului din 2001, majoritatea populației localității Bohdanivka era vorbitoare de ucraineană (99,63%), existând în minoritate și vorbitori de alte limbi.